# Omar Valiño

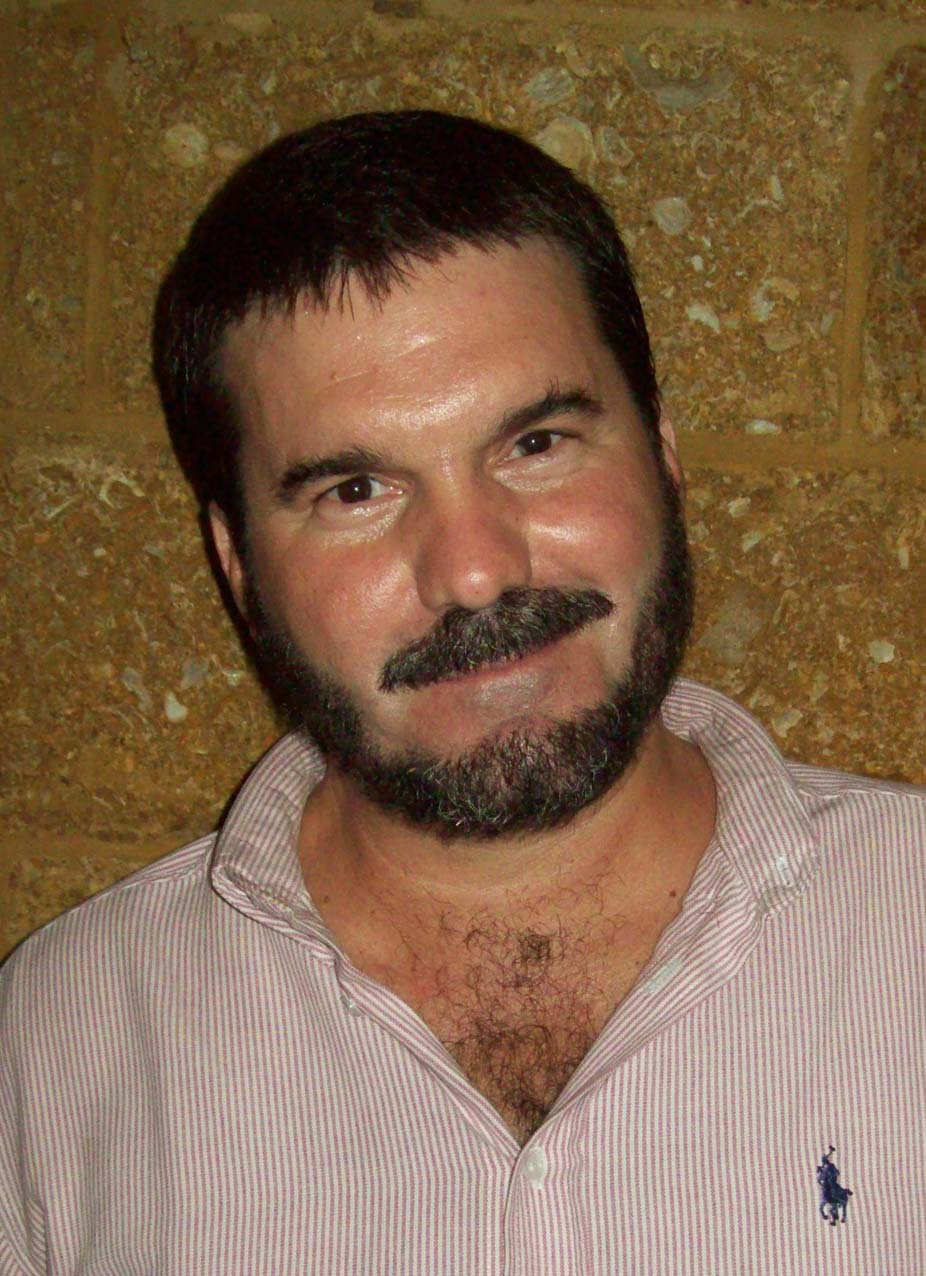
Omar Valiño, teórico teatral cubano.

Omar Valiño (Santa Clara, 1968) es un crítico y teórico teatral cubano. Desde inicios de los años noventa ha publicado una serie de libros de investigación y ensayo que testimonian los vínculos entre teatro y sociedad en la Cuba actual. Graduado en la especialidad de Teatrología en el Instituto Superior de Arte de La Habana en 1991, ha impartido en esa universidad clases de Crítica e Historia del Teatro. En el año 2000 funda la Casa Editorial Tablas-Alarcos, institución del Consejo Nacional de las Artes Escénicas de Cuba, y desde entonces es director de dicha institución, y editor jefe de la revista Tablas y las Ediciones Alarcos. Desde el año 2001 coordina la columna "En Proscenio", dedicada a la crítica teatral, en el semanario digital La Jiribilla. Sus artículos suelen aparecer en las principales revistas culturales cubanas e hispanoamericanas, entre ellas Conjunto, Casa de las Américas, Revolución y Cultura, La Gaceta de Cuba, ADE Teatro y Primer Acto. Ha trabajado como asesor dramático en los grupos teatrales cubanos Teatro A Cuestas y Teatro D'Dos. Ha sido condecorado con la Distinción por la Cultura Nacional en 2000. Desde el año 2008 es vicepresidente de la Unión de Escritores y Artistas de Cuba.

## Libros publicados
- 1994 La aventura del Escambray. Notas sobre teatro y sociedad. Editorial José Martí, Cuba. Premio Pinos Nuevos 1993.
- 1998 Viajo siempre con la isla en peso. Un diálogo con Alberto Sarraín. Sed de Belleza Editores, Cuba.
- 1999 Trazados en el agua. Un mapa del archipiélago teatral cubano de los 90. Editorial Capiro, Cuba. Premio Fundación de la Ciudad de Santa Clara 1998.
- 2000 Vicente Revuelta: monólogo. Reina del Mar Editores y Ediciones Mecenas, Cuba.
- 2001 Escena cubana actual: oscilaciones. Notas sobre teatro, institución y espacio social. Ediciones Vigía, Cuba.

## Premios
- Premios Pinos Nuevos del Instituto Cubano del Libro (ensayo, 1993)
- Premio Memoria del Centro Pablo de la Torriente Brau (1996, 2000)
- Nacional de la Crítica Teatral “Mario Rodríguez Alemán” de la Unión de Escritores y Artistas de Cuba (1995, 1997,1999)
- Premio Abril de la Asociación Hermanos Saíz (trayectoria crítica, 1996)
- Premio Dador del Instituto Cubano del Libro (ensayo, 1998)
- Premio Nacional de Periodismo Cultural del Ministerio de Cultura (1998)
- Premio Fundación de la Ciudad de Santa Clara (ensayo, 1998)

## Algunas referencias
1. Omar Valiño en la web oficial del Consejo Nacional de las Artes Escénicas de Cuba: https://web.archive.org/web/20130510040904/http://www.cubaescena.cult.cu/global/loader.php?&cat=artistas&cont=showitem.php&item=10&seccion=cat%C3%A1logo%20de%20artistas
2. Omar Valiño en la web oficial del Círculo Internacional Itinerante de Crítica Teatral (CICRIT): http://cicritbairesautores.blogspot.com/2009/01/omar-valio-cuba.html
3. Una crónica de Omar Valiño sobre el teatro venezolano contemporáneo: http://www.lajiribilla.co.cu/2003/n131_11/proscenio.html Archivado el 4 de marzo de 2016 en Wayback Machine.
4. Un ensayo de Omar Valiño sobre la dramaturgia del autor español Alfonso Sastre: http://bibliotecavirtual.clacso.org.ar/ar/libros/cuba/jiribilla/D/2003/n106_05/proscenio.html (enlace roto disponible en Internet Archive; véase el historial, la primera versión y la última).
5. Un ensayo de Omar Valiño sobre el evento Mayo Teatral 2006 organizado por la Casa de las Américas: https://web.archive.org/web/20070712224823/http://www.casadelasamericas.com/publicaciones/revistaconjunto/140/valino.htm
- Datos: Q6050560
- Multimedia: Omar Valiño / Q6050560